# Juan de Mena

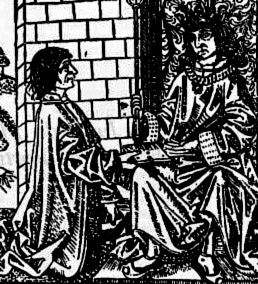
Detail des Stichs der Titelseite von Las Trescientas von Juan de Mena

Juan de Mena (* 1411 in Córdoba, Spanien; † 1456 in Torrelaguna, heute Stadt Madrid, Spanien) war ein spanischer Dichter.
Juan de Mena studierte an der Universität Salamanca, machte sich sodann in Rom noch mit der altklassischen Literatur vertraut, ward nach seiner Rückkehr lateinischer Sekretär und Königlicher Chronist des Königs Johann II. sowie Mitglied des Rats seiner Vaterstadt, er verstarb 1456.
Mena gilt als der Vater der spanischen Dichtkunst und wird als solcher wohl der spanische Ennius genannt. Er nahm sich die Alten und die Italiener zum Muster.
Sein Hauptwerk ist das didaktische Gedicht Laberinto de Fortuna (Labyrinth des Schicksals), Sevilla 1496; mit Kommentar von Hernán Núñez, nach der Zahl der Strophen auch Las Trecientas (Die Dreihundert) genannt, ein allegorisches Gemälde der Wandlungen des Glücks und eine offenbare Nachahmung der Göttlichen Komödie Dantes.
Der poetische Wert des Werkes ist trotz mancher schönen Einzelheiten im ganzen gering; von den Zeitgenossen aber wurde es sehr bewundert und in Spanien sowie in Portugal mehrfach nachgeahmt. Menas übrige poetische Arbeiten sind: La Coronaçión (Die Krönung, 1492), ein Gedicht zur Feier der Dichterkrönung des Marqués de Santillana; das allegorisch-asketische Gedicht Coplas de los siete pecados mortales (1500) und mehrere kleinere Stücke im höfischen Stil.